# Supralibros

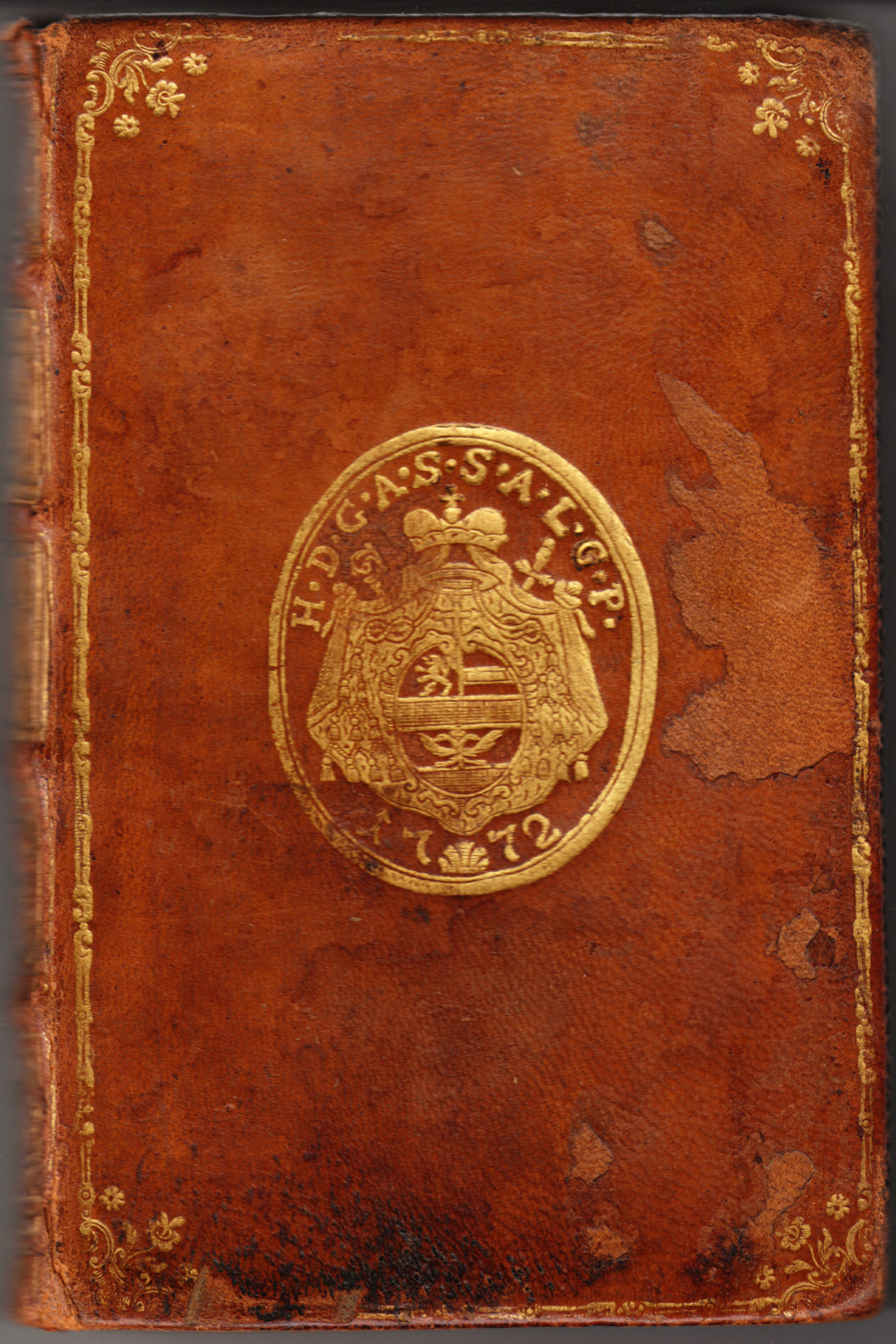
Přední desky knihy s heraldickým supralibros Jeronýma Colloreda, arcibiskupa salcburského (s datem 1772)

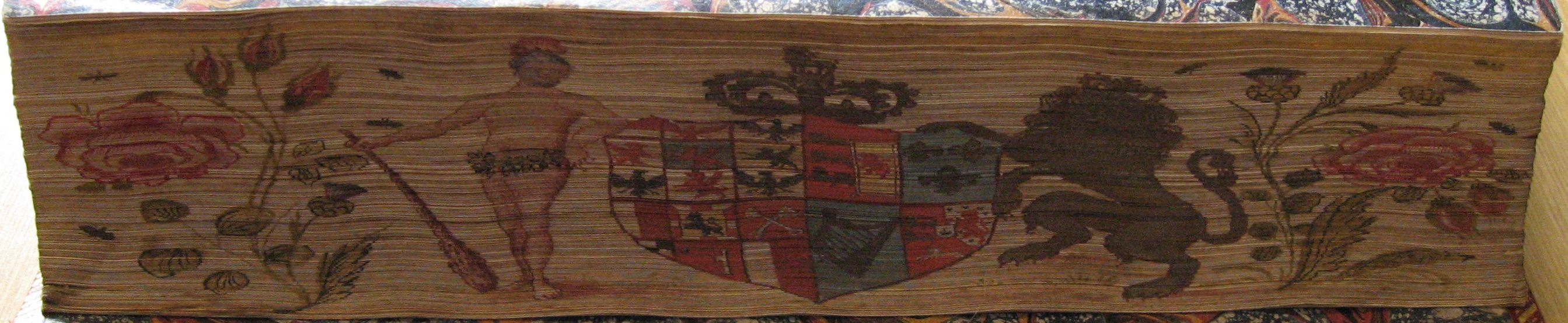
Malovaný erb Karoliny z Ansbachu na ořízce

Supralibros (z latinského supra = na a libros = knihách, v latině akuzativ) je druh knižních značek, které jsou umisťovány vně knihy (na rozdíl od ex libris, které jsou umisťovány do knih tak, že nejsou viditelné, pokud je kniha zavřená), typicky na předních, zadních deskách, hřbetu, případně ořízce.